# Sana Sana Clown

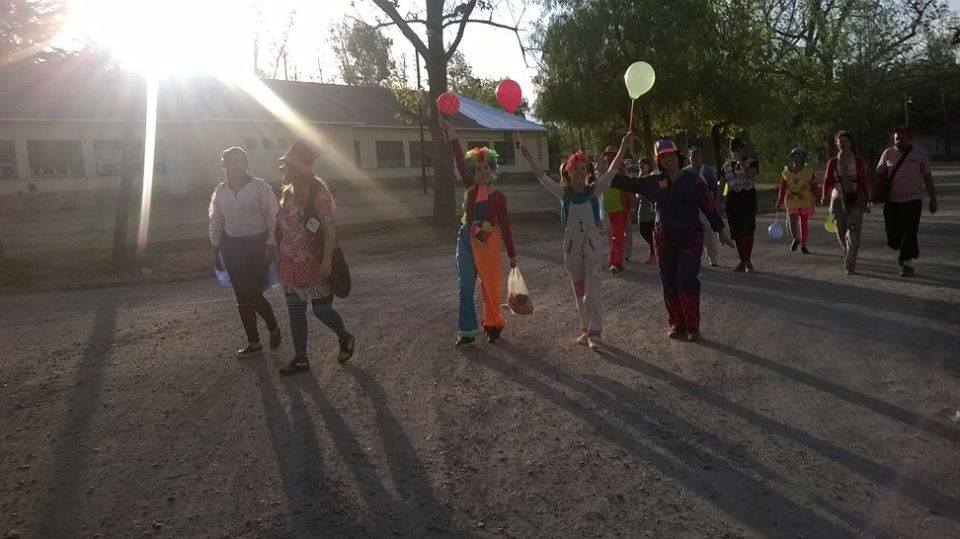
Payasos terapéuticos de Sana Sana Clown visita al Hogar de Niños Casa Cuna de Mendoza.

Sana Sana Clown es una asociación civil no lucrativa de payasos terapéuticos de la Provincia de Mendoza en Argentina, fundada en 2009. Aplica técnicas de clown y risoterapia a personas que por razones de salud, aislamiento o soledad, se encuentran privados de este beneficio, desarrollando esta actividad en diversos hospitales, orfanatos, asilos y centros educativos públicos de dicha provincia.

## Historia
Esta asociación civil fue fundada el 10 de agosto de 2009 por la profesora y entrenador risoterapeuta Sonia Spalluto, discípula de Patch Adams, en la Provincia de Mendoza a donde este proyecto fue pionero al concretarse después de varios años, vinculando el arte escénico con la salud, difundiendo de diversas formas la risoterapia  y realizando las primeras experiencias en el Hospital de Niños ,dando prioridad a los espacios más vulnerables como son la salud y la educación pública. 
Pero es a partir del 2014, que la Asociación logra vincularse directamente con el doctor Patch Adams y otros payasos del mundo realizando prácticas solidarias en hospitales de Ecuador y México. Desde el año 2015, los voluntarios de esta asociación, a través de campañas del Centro Regional de Hemoterapia de Mendoza, se registran como donantes de médula ósea.

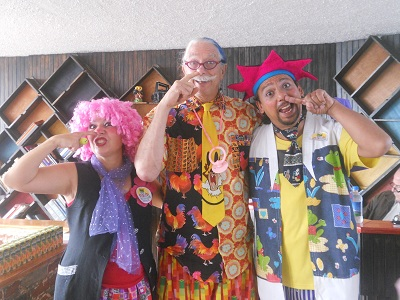
Sana Sana Clowns Tour Ecuador Patch Adams 2014

## Reconocimientos
- Reconocimiento por la labor risoterapéutica y solidaria en el Hospital de adultos mayores Doctor Mundet de México. Otorgado por Secretaría de Salud de la República de México, en agosto de 2014.

- Declarada de Interés Provincial por la Cámara de Senadores de la Provincia de Mendoza, en septiembre de 2015.[5]

- Distinción de la Legislatura Provincial al proyecto "Enlaces de sonrisas por una maternidad segura"  en agosto de 2017.[6]